# بول بينيه
بول بينيه (اسمه الكامل بالفرنسية Paul Emile-Marie Beynet) : عسكري فرنسي. 1883 ـ 1969.
بينيه عسكريٌ مخضرم، حظى بتقدير كل من عمل معه، مثل الجنرال كاترو والجنرال دانتز. شارك في الحرب العالمية الأولى، وأصيب خمس مرات. ترقى في الرتب والمناصب العسكرية إلى أن أصبح رئيساً لهيئة أركان الجيش في بداية الثلاثنيات. خلال الحرب العالمية الثانية كان قائداً للفيلق الرابع عشر في جبال الآلب، وتمكن من ايقاف تقدم الجيش الإيطالي نحو فرنسا. 

بعد توقيع الهدنة الفرنسية الألمانية، كُلف برئاسة المفوضية الفرنسية في لجنة الهدنة التي كان مقرها مدينة فيسبادن الألمانية. في عام 1942 ذهب إلى لندن والتحق بالجنرال شارل ديغول.
خلال أشهر من العامين 1943 و 1944 ترأس اللجنة العسكرية لفرنسا الحرة في واشنطن. وفي العاشر من شباط 1944 عينه الجنرال ديغول مندوباً عاماً لفرنسا في سوريا ولبنان وقائداً للقوات الفرنسية فيها.
بقي في منصبه حتى عام 1946. وأحيل إلى التقاعد بعدها.

## وصلات خارجية
جنرالات فرنسا